# Parti social-national (Frankreich)

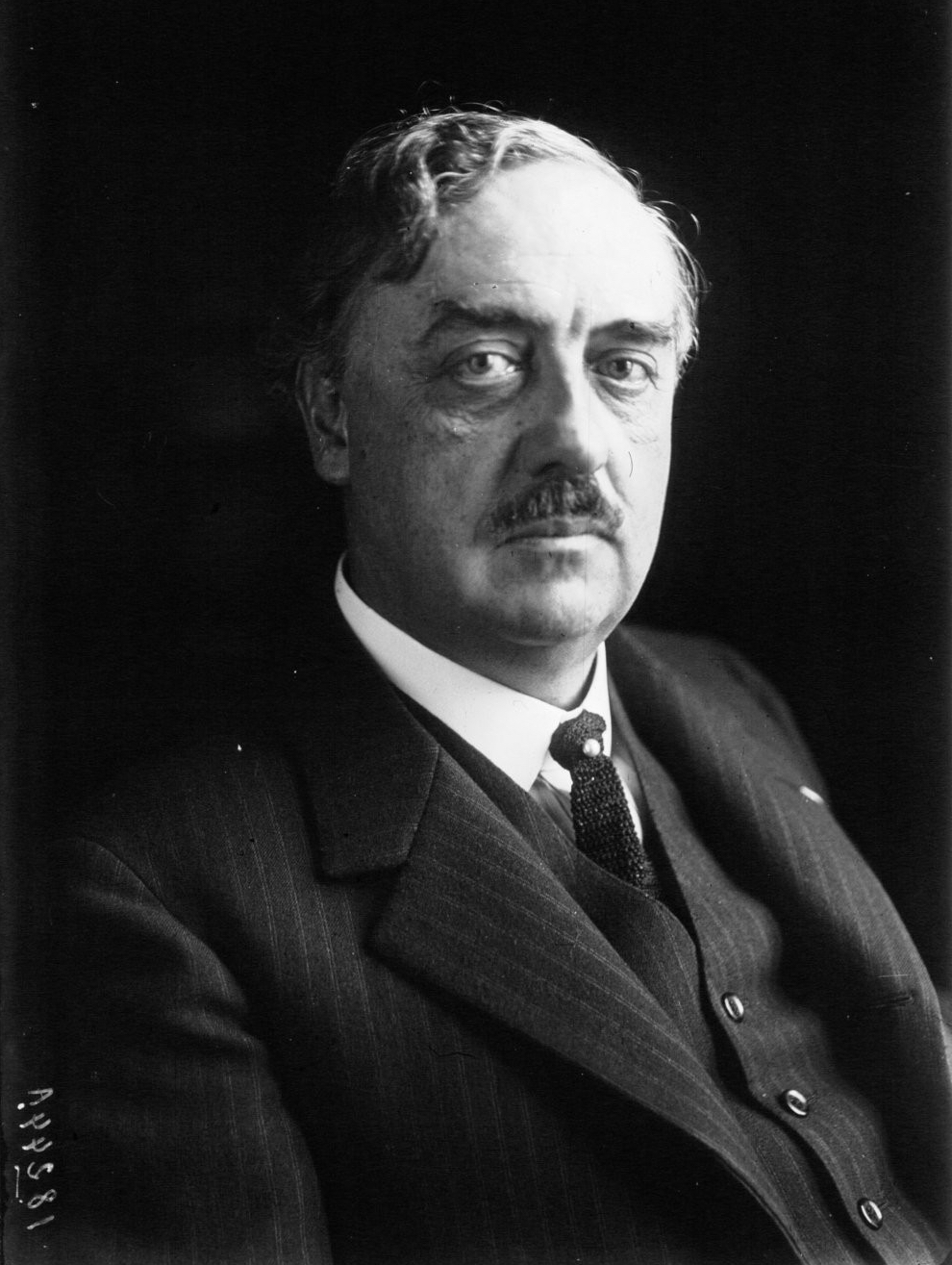
Jean Hennessy

Die Parti social-national (Sozial-nationale Partei) war eine 1933 gegründete französische Partei mit sozialdemokratischer Ausrichtung, die 1936 wieder aufgelöst wurde.
Gründer der Partei, die nie eine nennenswerte Rolle in der französischen Politik spielte, war Jean Hennessy. 1936 ging die Partei in der Gauche indépendante auf.
Die Partei ist nicht mit den Parteien namens Parti socialiste national identisch.